# A limine
A limine (lat. limen = Schwelle) ist ein Sammelbegriff für gerichtliche Entscheidungen, die gleich zu Beginn eines Verfahrens typischerweise durch Beschluss, ohne mündliche Verhandlung und ohne Beweisaufnahme noch an der Schwelle des Gerichts ergehen und das Verfahren ohne weiteres beenden.
Der Ausdruck a limine stammt aus dem römischen Recht. Dieses kannte die Klageabweisung ohne Verhandlung, wenn das Recht für die Klage nicht erwiesen war: Agens sine actione a limine iudicii repellitur („Ein Kläger ohne begründeten Anspruch wird von der Schwelle des Gerichts verwiesen“).
Von einer Entscheidung a limine zu unterscheiden sind Prozessurteile, mit denen eine Klage nach Prüfung der Zulässigkeitsvoraussetzungen als unzulässig abgewiesen wird (absolutio ab instantia, auch Sachabweisung a limine litis), beispielsweise weil der Kläger in einem Prozess mit Anwaltszwang nicht anwaltlich vertreten war, und die Abweisung einer Klage als unbegründet durch Sachurteil (absolutio ab actione), etwa weil zur Überzeugung des Gerichts der geltend gemachte Anspruch nicht besteht. Im ersten Fall könnte der Kläger erneut Klage erheben, wenn er sich dabei anwaltlich vertreten lässt. Im zweiten Fall kann nach Eintritt der Rechtskraft im Interesse des Rechtsfriedens nicht erneut geklagt werden, soweit über den durch die Klage erhobenen Anspruch entschieden worden ist (§ 322 Abs. 1 ZPO). 
Oft – jedoch nicht begriffsnotwendig – braucht eine A-Limine-Entscheidung nur eingeschränkt oder gar nicht begründet zu werden. 
Negative A-Limine-Entscheidungen der Instanzgerichte sind in Deutschland ein Instrument der Rechtsmittelbeschränkung. Beispiele finden sich in § 544 Abs. 5 Satz 3 ZPO, § 133 Abs. 5 Satz 3 VwGO oder § 116 Abs. 5 Satz 3 FGO. Mit Ablehnung der Beschwerde gegen die Nichtzulassung der Revision wird das Urteil rechtskräftig.
Mit § 522 ZPO wurde 2002 im Rahmen der Reform des Zivilprozessrechts die Möglichkeit der a-limine-Zurückweisung einer Berufung durch das Berufungsgericht eingeführt. Das löste rechtspolitische Diskussionen aus, die mit Wirkung zum 27. Oktober 2011 eine gesetzliche Modifikation nach sich zogen. Einerseits wurde dem Berufungsgericht die Hürde eines Zurückweisungsbeschlusses deutlich angehoben (§ 522 Abs. 2 ZPO), außerdem wurde die Rechtsposition des Berufungsklägers stabilisiert, indem ihm gegen den Gerichtsbeschluss Rechtsmittel eingeräumt wurden.
Mit einer A-Limine-Entscheidung kann das Bundesverfassungsgericht die Annahme einer Verfassungsbeschwerde ablehnen, wenn es ihr keinerlei Erfolgsaussicht beimisst, sie insbesondere schon als offensichtlich unzulässig ansieht. Der Nichtannahmebeschluss ergeht ohne mündliche Verhandlung, ist unanfechtbar und bedarf keiner Begründung (§ 24, § 93d Abs. 1 und 3 S. 1 BVerfGG), wird gelegentlich jedoch gleichwohl begründet, wenn das BVerfG dies für angebracht hält.
Im US-amerikanischen Prozessrecht versteht man unter einer motion in limine einen Antrag an das Gericht, vorab über die Zulassung eines Beweismittels für das spätere Verfahren zu entscheiden.